# Demografia do Nepal

Em 2021, a população nepalesa era estimada em 29 164 578 pessoas (uma taxa de crescimento de 0,92% por ano).
Os nepaleses são descendentes de três grandes migrações da Índia, Tibete, norte da Birmânia e Yunnan, através de Assam.
Entre os primeiros habitantes foram os Kirat na região leste, Newar do Vale de Kathmandu e aborígenes Tharu na região sul do Terai. Os ancestrais das castas de Brahman e Chetri da Índia vieram de grupos presentes em Kumaon, Garhwal e Caxemira, enquanto que outros grupos étnicos tem as suas origens no norte da Birmânia, Yunnan e Tibete, por exemplo, o Gurung Magar, e no oeste, Rai e Limbu no leste, e Sherpa Bhotia no norte do país.
No Terai, numa parte da Bacia do Ganges, 20% da área total do país, a população é fisicamente e culturalmente semelhante à do Indo-arianos do norte da Índia. Indo-Arianos e da Ásia Oriental misturaram-se com pessoas que vivem na região da colina. As altas montanhas são escassamente povoadas. O Vale de Kathmandu, no meio da região da colina, constitui uma pequena fração da área da nação, mas é a mais densamente povoada, com quase 5% da população.
Apesar da migração de uma parte significativa da população para as planícies do sul ou para o Terai nos últimos anos, a maioria da população ainda vive no Planalto Central. As montanhas do norte são pouco povoadas.
Katmandu, com uma população de cerca de 800 000 habitantes (região metropolitana: 1,5 milhões), é a maior cidade do país. A maior religião é o Hinduísmo, com mais de 80% da população a seguir esta religião.
O Nepal é um multilingue, multirreligioso e a sociedade é multiétnica.
Entre as etnias mais conhecidas do Nepal estão os Sherpas que ficaram famosos por servir de guias e carregadores aos exploradores e alpinistas da região do Himalaia.
Também os Gurkhas são conhecidos pela bravura e coragem dos seus soldados ao serviço do exército britânico na sua unidade gurca.